# 羅羅屋
株式会社羅羅屋（ララヤ）は、埼玉県川口市南鳩ヶ谷にある企業。ランドセルの製造、販売を手がける。日本かばん協会会員。

## 概要
埼玉県川口市南鳩ヶ谷3丁目22番地1に本拠を置く。「ララちゃん」で知られるランドセルメーカーで、社名の「羅羅」はイタリア語で稀なもの、珍しいものといった意味の「rara」に、長く続く意味を持つ漢字の「羅」を当てたものである。
1974年8月23日設立。学習材を扱う仕事をしていた創業者が子供たちの成長に関わる仕事を、との思いから6、7人の仲間とともに起業した。ランドセル作りはまだ手探り状態で、東京都および周辺県の幼稚園、保育園に営業して回り、徐々に顧客を獲得していった。製造は当初外注に出していたが、自社生産を1997年に開始し、1999年から本格化。2002年からはオーダーメイドにも対応し、高い評判を得て販路を百貨店市場に伸ばした。
2010年、大手スポーツ用品メーカーからOEMの打診を受けたことを機に、新工場建設を計画。そんな中、東日本大震災が発生した。被災地からは雇用を求める声があり、用地取得と復興への貢献を企図して福島県会津若松市に進出。2012年、3,800坪の「魅（見）せる工場」が完成した。年間生産量6万本のうち6割を会津工場が担当している。福島進出にあたり社内外からは心配の声が上がったが、パンフレットの配布や工場見学の受け入れなど積極的な広報活動によって風評被害の払拭に努めている。
2020年には新型コロナウイルス感染症の流行 (2019年-)を受け、会津工場の持つ縫製技術を活かし、会津若松市内の子供向けにマスクを製造。4月始めまでに100枚が完成した。また、6月には工場の屋外スペースでランドセルの青空展示会を開催した。

## 製品・ブランド
- ララちゃんランドセル
  - 2016年に高級車ブランドのレクサスから発売されたランドセルの製造を担当した[8]。
  - 2020年から肩ベルトを柔軟な素材とし、かつ脱着可能とした「マジかるベルト」を本格導入した[9]。

## 事業所
- 本社・工場：〒334-0013 埼玉県川口市南鳩ヶ谷 3-22-1
- 会津工場：〒969-3464 福島県会津若松市河東町工業団地2-2

## 提供番組
いずれも過去。
テレビ朝日系
- 朝日放送テレビ制作日曜朝8時30分枠のアニメ[10]
- スーパー戦隊シリーズ[11]
- 名古屋テレビ制作土曜夕方5時30分枠のアニメ（名古屋テレビ放送（メ～テレ）製作）
- 美少女戦士セーラームーンシリーズ

TBS系
- DRAGON QUEST -ダイの大冒険-

テレビ東京系
- 魔法のエンジェルスイートミント
- 超者ライディーン

など。